# Kuk (Słowenia)
Kuk – wieś w Słowenii, w gminie Tolmin. W 2018 roku liczyła 25 mieszkańców.